# Witt (Illinois)
Witt es una ciudad ubicada en el condado de Montgomery en el estado estadounidense de Illinois. En el Censo de 2010 tenía una población de 903 habitantes y una densidad poblacional de 249,04 personas por km².

## Geografía
Witt se encuentra ubicada en las coordenadas 39°15′16″N 89°20′57″O / 39.25444, -89.34917. Según la Oficina del Censo de los Estados Unidos, Witt tiene una superficie total de 3.63 km², de la cual 3.63 km² corresponden a tierra firme y (0%) 0 km² es agua.

## Demografía
Según el censo de 2010, había 903 personas residiendo en Witt. La densidad de población era de 249,04 hab./km². De los 903 habitantes, Witt estaba compuesto por el 98.23% blancos, el 0.66% eran afroamericanos, el 0.11% eran amerindios, el 0.11% eran asiáticos, el 0% eran isleños del Pacífico, el 0.55% eran de otras razas y el 0.33% pertenecían a dos o más razas. Del total de la población el 1.22% eran hispanos o latinos de cualquier raza.